# Hendrik Juynboll
Hendrik Herman Juynboll (Delft, 24 juli 1867 - Bethesda (Maryland), 22 oktober 1945) was een Nederlands indoloog en museumdirecteur.

## Biografische schets
Juynboll studeerde klassieke en oosterse talen aan de Rijksuniversiteit Leiden, waar hij in 1893 promoveerde op een dissertatie over de oud-Javaanse versie van het Indiase epos Mahabharata. In 1899 werd hij conservator Indonesië van het Rijksmuseum voor Volkenkunde in Leiden, in 1909 volgde hij Johann Schmeltz op als museumdirecteur. Hij zou dat blijven tot aan zijn pensioen in 1932.
Hendrik Juynboll was een specialist op het gebied van de oud-Javaanse taal en cultuur. Hij vertaalde en bezorgde een aantal antieke teksten, waaronder het Ramayana, vanuit het Kawi in het Nederlands. Zijn belangrijkste publicatie was zijn Oudjavaansch-Nederlandsche woordenlijst uit 1923, het eerste en tot nog toe enige woordenboek van het uitgestorven Kawi.
Maar Juynbolls interesse beperkte zich niet tot oude talen en teksten. Onder zijn directeurschap verscheen tussen 1909 en 1932 een 23-delige, monumentale catalogus van de Indonesische en Filipijnse collectie van het museum, waarschijnlijk een van de uitgebreidste beschrijvende catalogi van een museumbezit ooit. Juynboll zelf was de voornaamste auteur; mede-auteurs waren H.W. Fischer, conservator Indonesië van 1905-1918, en conservator W.H. Rassers, de latere museumdirecteur. De catalogus verscheen tegelijkertijd ook in een Duitstalige editie.

## Huwelijk en nageslacht
Hendrik Herman Juynboll was getrouwd met Berta Kern, een dochter van de bekende indoloog Hendrik Kern. Het echtpaar had twee kinderen, een dochter en een zoon. De dochter, Annette Maria Thérèse Juynboll (1899-1980), vestigde zich met haar man Theodoor Scheltema en hun drie zonen in de Verenigde Staten. De laatste jaren van zijn leven woonde Hendrik Juynboll bij zijn dochter in Bethesda in de staat Maryland, waar hij op 78-jarige leeftijd overleed. De zoon, Willem Rudolf Juynboll (1903-1977), was gepromoveerd kunsthistoricus en gehuwd met Maria Susanna van Ysselsteyn (1900-1977), een dochter van minister Hendrik Albert van IJsselsteyn. Hun twee zonen, Floris Nicolaas Marinus Juynboll (1933-1997) en Gualtherus ("Gual") Hendrik Albert Juynboll (1935-2010), stierven beiden zonder nageslacht, waarmee de naam Juynboll uitstierf. Met de dood van de islamoloog dr. Gual Juynboll kwam in 2010 tevens een einde aan de oriëntalistendynastie Juynboll, die drie eeuwen besloeg.